# Сааринен, Янне
Я́нне Йо́ханнес Са́аринен (фин. Janne Saarinen; 28 февраля 1977, Эспоо, Финляндия) — финский футболист, полузащитник. Выступал в сборной Финляндии.
Выступал в прошлом за клубы ХИК, «Гётеборг», «Русенборг», «Мюнхен 1860», «Копенгаген» и «Хонка».

## Достижения
- Обладатель кубка Финляндии: 1993, 1996, 2000, 2011
- Чемпион Финляндии: 2010, 2011
- Чемпион Норвегии: 2001, 2002
- Чемпион Королевской лиги: 2005